# Дискография альбомов Мины
Альбомная дискография итальянской певицы Мины включает в себя семьдесят четыре студийных альбома, три концертных альбома, сорок четыре официальных сборника, шесть видеоальбомов и семнадцать мини-альбомов.
Мина дебютировала на музыкальной сцене в конце пятидесятых годов двадцатого века. В 1959 году были выпущены её первые записи на лейбле Italdisc, а уже в 1960 году был скомпанован её дебютный альбом Tintarella di luna, который имел большой успех у публики. В последующие три года исполнительница выпустила ещё пять альбомов на лейбле Italdisc, однако в 1963 году покинула она его и перешла на Ri-Fi, где уже в 1964 году увидел свет её новый альбом Mina. Однако и там Мина пробыла всего несколько лет, успев выпустить несколько студийных альбомов-саундтреков к популярной телепередаче «Studio Uno», в которой она также была занята в роли ведущей.
В 1967 году Мина получила полную творческую свободу, основав свой собственный лейбл PDU. Уже в декабре 1967 года вышел первый самостоятельный релиз — англоязычный альбом Dedicato a mio padre, посвящённый отцу Мины. В мае следующего года Мина первая из итальянских артистов выпустила концертный альбом — Mina alla Bussola dal vivo. В 1969 году вышел альбом …bugiardo più che mai… più incosciente che mai…, шестнадцать недель пробывший на вершине национального хит-парада. За ним последовали такие бестселлеры как …quando tu mi spiavi in cima a un batticuore…, Mina и Cinquemilaquarantatre, все они достигли первой строчки и продержались в итальянском хит-параде более двадцати пяти недель. Альбом Mina 1971 года также является одним из самых продаваемых в карьере певицы — более 900 тысяч проданных копий только в Италии. Кроме того, в 1971 году вышел сборник Del mio meglio, пятнадцать недель продержавшийся на первом месте, а всего же провел в чарте сорок пять недель.
С 1972 года исполнительница взяла за практику выпускать двойные альбомы, которые также распространялись и по отдельности. Таким образом были выпущены Altro и Dalla Bussola, Frutta e verdura и Amanti di valore, Mina® и Baby Gate, Minacantalucio и La Mina, Singolare и Plurale, Mina con bignè и Mina quasi Jannacci. В 1978 году вышел третий и последний концертный альбом певицы — Mina Live ’78. 1978 год стал последним, когда Мина появлялась в публичной плоскости, после же певица ушла в затворничество и стала общаться со слушателями только посредством музыки.
В 1979 году вышел очередной альбом Мины — Attila, который хоть и не возглавил хит-парад, но продержался в первой пятёрке восемнадцать недель. Однако следующий студийный альбом, Kyrie, добрался только до девятого места, что стало на тот момент самой низкой позицией в хит-параде из всех студийных альбомов певицы. Одними из самых успешных релизов 80-х годов стали студийный альбом Sì, buana и сборник Oggi ti amo di più, возглавившие итальянский хит-парад и продержавшиеся в нём двадцать одну неделю. Начиная с Finalmente ho conosciuto il conte Dracula… (1986) певица начала выпускать свои альбомы на компакт-дисках.
В 1990-е годы певица не сбавляла темпа выпуска дисков. В 1993 году впервые за долгое время вышло сразу же два альбома: первым стал трибьют-альбом группе The Beatles — Mina canta i Beatles, вторым — студийный Lochness, возглавивший итальянский хит-парад. С 1996 года Мина перестала выпускать двойные альбомы. Первыми такими релизами стали альбомы Cremona и Napoli, собранные позже в сборник Natale 1996. Совместно с Адриано Челентано в 1998 году певица выпустила альбом Mina Celentano, который имел оглушительный успех в Италии — пластинка тринадцать недель возглавляла хит-парад, а также получила дважды бриллиантовый статус в стране.
Новое тысячелетие певица открыла альбомом академической музыки Dalla terra. В 2001 году вышло ремастеринговое переиздание пятидесяти девяти альбомов Мины из каталога PDU. В 2004 году свет увидел сборник The Platinum Collection, который продержался в итальянском хит-параде 172 недели — самый лучший показатель певицы. В 2005 году вышел новый трибьют-альбом L’allieva, на этот раз Фрэнку Синатре. В 2007 году Мина выпустила альбом Todavía, для которого перезаписала свои прежние хиты на испанский и португальский языки. В 2010-е певица продолжила выпускать студийные альбомы, все они попадали в первую десятку и получали музыкальные сертификации в Италии. В 2016 году пара Мина—Челентано выпустила второй совместный альбом — Le migliori, он также возглавил итальянский хит-парад и получил семь платиновых сертификаций. Свой крайний студийный альбом певица выпустила в 2019 году — совместный с Ивано Фоссати Mina Fossati.
За карьеру Мины, которая длится вот уже шесть десятилетий, по всему миру было продано более 150 миллионов копий её записей.

## Студийные альбомы

### 1960-е годы
| Название | Детали                                                     | Позиции в чартах | Позиции в чартах | Позиции в чартах | Позиции в чартах | Позиции в чартах | Позиции в чартах | Продажи | Сертификации |
| Название | Детали                                                     | ИТА              | ГРЕ              | ЕС               | ИСП              | ШВА              | ШВА РОМ          | Продажи | Сертификации |
| --- | ---------------------------------------------------------- | ---------------- | ---------------- | ---------------- | ---------------- | ---------------- | ---------------- | ------- | ------------ |
| Tintarella di luna | - Выпущен: март 1960 - Лейбл: Italdisc - Формат: LP        | —                | ×                | ×                | —                | ×                | ×                |         |              |
| Il cielo in una stanza | - Выпущен: июнь 1960 - Лейбл: Italdisc - Формат: LP        | —                | ×                | ×                | —                | ×                | ×                |         |              |
| Due note | - Выпущен: 18 сентября 1961 - Лейбл: Italdisc - Формат: LP | —                | ×                | ×                | —                | ×                | ×                |         |              |
| Moliendo café | - Выпущен: апрель 1962 - Лейбл: Italdisc - Формат: LP      | —                | ×                | ×                | —                | ×                | ×                |         |              |
| Renato | - Выпущен: декабрь 1962 - Лейбл: Italdisc - Формат: LP     | —                | ×                | ×                | —                | ×                | ×                |         |              |
| Stessa spiaggia, stesso mare                                                                                                   | - Выпущен: 1 октября 1963 - Лейбл: Italdisc - Формат: LP   | —                | ×                | ×                | —                | ×                | ×                |         |              |
| Mina | - Выпущен: май 1964 - Лейбл: Ri-Fi - Формат: LP            | —                | ×                | ×                | —                | ×                | ×                |         |              |
| Studio Uno | - Выпущен: март 1965 - Лейбл: Ri-Fi - Формат: LP           | —                | ×                | ×                | —                | ×                | ×                |         |              |
| Studio Uno 66 | - Выпущен: июль 1966 - Лейбл: Ri-Fi - Формат: LP           | —                | ×                | ×                | —                | ×                | ×                |         |              |
| Mina 2 | - Выпущен: ноябрь 1966 - Лейбл: Ri-Fi - Формат: LP         | —                | ×                | ×                | —                | ×                | ×                |         |              |
| Sabato sera — Studio Uno ’67                                                                                                   | - Выпущен: май 1967 - Лейбл: Ri-Fi - Формат: LP            | —                | ×                | ×                | —                | ×                | ×                |         |              |
| Dedicato a mio padre | - Выпущен: декабрь 1967 - Лейбл: PDU - Формат: LP, кассета | —                | ×                | ×                | —                | ×                | ×                |         |              |
| Le più belle canzoni italiane interpretate da Mina                                                                             | - Выпущен: 1968 - Лейбл: PDU - Формат: LP                  | 65               | ×                | ×                | —                | ×                | ×                |         |              |
| Canzonissima ’68 | - Выпущен: декабрь 1968 - Лейбл: PDU - Формат: LP, кассета | —                | ×                | ×                | —                | ×                | ×                |         |              |
| I discorsi | - Выпущен: 1969 - Лейбл: PDU - Формат: LP, 8-Trk           | —                | ×                | ×                | —                | ×                | ×                |         |              |
| Mina for You | - Выпущен: июль 1969 - Лейбл: PDU - Формат: LP             | 4                | ×                | ×                | —                | ×                | ×                |         |              |
| …bugiardo più che mai… più incosciente che mai…                                                                                | - Выпущен: ноябрь 1969 - Лейбл: PDU - Формат: LP, кассета  | 1                | ×                | ×                | —                | ×                | ×                |         |              |
| Символ «—» означает, что сингл не попал в чарт или не выпускался в данной стране; символ «×» означает, что чарт был неактивен. |                                                            |                  |                  |                  |                  |                  |                  |         |              |

### 1970-е годы
| Название | Детали                                                            | Позиции в чартах | Позиции в чартах | Позиции в чартах | Позиции в чартах | Позиции в чартах | Позиции в чартах | Продажи           | Сертификации |
| Название | Детали                                                            | ИТА              | ГРЕ              | ЕС               | ИСП              | ШВА              | ШВА РОМ          | Продажи           | Сертификации |
| --- | ----------------------------------------------------------------- | ---------------- | ---------------- | ---------------- | ---------------- | ---------------- | ---------------- | ----------------- | ------------ |
| Mina canta o Brasil | - Выпущен: 1970 - Лейбл: PDU - Формат: LP                         | —                | ×                | ×                | —                | ×                | ×                |                   |              |
| …quando tu mi spiavi in cima a un batticuore…                                                                                  | - Выпущен: ноябрь 1970 - Лейбл: PDU - Формат: LP, кассета         | 1                | ×                | ×                | —                | ×                | ×                |                   |              |
| Mina | - Выпущен: ноябрь 1971 - Лейбл: PDU - Формат: LP, 8-Trk, кассета  | 1                | ×                | ×                | —                | ×                | ×                | - Италия: 900 000 |              |
| Cinquemilaquarantatre | - Выпущен: 27 мая 1972 - Лейбл: PDU - Формат: LP, 8-Trk, кассета  | 1                | ×                | ×                | —                | ×                | ×                |                   |              |
| Altro | - Выпущен: ноябрь 1972 - Лейбл: PDU - Формат: LP                  | 2                | ×                | ×                | —                | ×                | ×                |                   |              |
| Frutta e verdura | - Выпущен: октябрь 1973 - Лейбл: PDU - Формат: LP, кассета        | 1                | ×                | ×                | —                | ×                | ×                |                   |              |
| Amanti di valore | - Выпущен: октябрь 1973 - Лейбл: PDU - Формат: LP, кассета        | 1                | ×                | ×                | —                | ×                | ×                |                   |              |
| Mina® | - Выпущен: октябрь 1974 - Лейбл: PDU - Формат: LP, кассета        | 1                | ×                | ×                | —                | ×                | ×                |                   |              |
| Baby Gate | - Выпущен: октябрь 1974 - Лейбл: PDU - Формат: LP, кассета        | 1                | ×                | ×                | —                | ×                | ×                |                   |              |
| Minacantalucio | - Выпущен: октябрь 1975 - Лейбл: PDU - Формат: LP, 8-Trk, кассета | 3                | ×                | ×                | —                | ×                | ×                |                   |              |
| La Mina | - Выпущен: октябрь 1975 - Лейбл: PDU - Формат: LP, 8-Trk, кассета | 3                | ×                | ×                | —                | ×                | ×                |                   |              |
| Singolare | - Выпущен: октябрь 1976 - Лейбл: PDU - Формат: LP, кассета        | 1                | ×                | ×                | —                | ×                | ×                |                   |              |
| Plurale | - Выпущен: октябрь 1976 - Лейбл: PDU - Формат: LP, кассета        | 1                | ×                | ×                | —                | ×                | ×                |                   |              |
| Mina con bignè | - Выпущен: октябрь 1977 - Лейбл: PDU - Формат: LP, кассета        | 4                | ×                | ×                | —                | ×                | ×                |                   |              |
| Mina quasi Jannacci | - Выпущен: октябрь 1977 - Лейбл: PDU - Формат: LP, кассета        | 4                | ×                | ×                | —                | ×                | ×                |                   |              |
| Attila | - Выпущен: октябрь 1979 - Лейбл: PDU - Формат: LP, кассета        | 2                | ×                | ×                | —                | ×                | ×                |                   |              |
| Символ «—» означает, что сингл не попал в чарт или не выпускался в данной стране; символ «×» означает, что чарт был неактивен. |                                                                   |                  |                  |                  |                  |                  |                  |                   |              |

### 1980-е годы
| Название | Детали                                                            | Позиции в чартах | Позиции в чартах | Позиции в чартах | Позиции в чартах | Позиции в чартах | Позиции в чартах | Продажи           | Сертификации |
| Название | Детали                                                            | ИТА              | ГРЕ              | ЕС               | ИСП              | ШВА              | ШВА РОМ          | Продажи           | Сертификации |
| --- | ----------------------------------------------------------------- | ---------------- | ---------------- | ---------------- | ---------------- | ---------------- | ---------------- | ----------------- | ------------ |
| Kyrie | - Выпущен: 27 ноября 1980 - Лейбл: PDU - Формат: LP, кассета      | 9                | ×                | ×                | —                | ×                | ×                | - Италия: 350 000 |              |
| Salomè | - Выпущен: ноябрь 1981 - Лейбл: PDU - Формат: LP, кассета         | 2                | ×                | ×                | —                | ×                | ×                |                   |              |
| Italiana | - Выпущен: ноябрь 1982 - Лейбл: PDU - Формат: LP, кассета         | 6                | ×                | ×                | —                | ×                | ×                |                   |              |
| Mina 25 | - Выпущен: октябрь 1983 - Лейбл: PDU - Формат: LP, кассета        | 8                | ×                | ×                | —                | —                | ×                | - Италия: 400 000 |              |
| Catene | - Выпущен: ноябрь 1984 - Лейбл: PDU - Формат: LP, кассета         | 2                | ×                | —                | —                | —                | ×                |                   |              |
| Finalmente ho conosciuto il conte Dracula…                                                                                     | - Выпущен: октябрь 1985 - Лейбл: PDU - Формат: LP, CD, кассета    | 2                | ×                | —                | —                | —                | ×                |                   |              |
| Sì, buana | - Выпущен: октябрь 1986 - Лейбл: PDU - Формат: LP, CD, кассета    | 1                | ×                | —                | —                | —                | ×                | - Италия: 240 000 |              |
| Rane supreme | - Выпущен: 17 октября 1987 - Лейбл: PDU - Формат: LP, CD, кассета | 5                | ×                | —                | —                | —                | ×                |                   |              |
| Ridi pagliaccio | - Выпущен: 20 октября 1988 - Лейбл: PDU - Формат: LP, CD, кассета | 2                | ×                | 51               | —                | —                | ×                |                   |              |
| Uiallalla | - Выпущен: 14 октября 1989 - Лейбл: PDU - Формат: LP, CD, кассета | 4                | —                | 67               | —                | —                | ×                | - Италия: 300 000 |              |
| Символ «—» означает, что сингл не попал в чарт или не выпускался в данной стране; символ «×» означает, что чарт был неактивен. |                                                                   |                  |                  |                  |                  |                  |                  |                   |              |

### 1990-е годы
| Название | Детали                                                             | Позиции в чартах | Позиции в чартах | Позиции в чартах | Позиции в чартах | Позиции в чартах | Позиции в чартах | Продажи                                 | Сертификации                                       |
| Название | Детали                                                             | ИТА              | ГРЕ              | ЕС               | ИСП              | ШВА              | ШВА РОМ          | Продажи                                 | Сертификации                                       |
| --- | ------------------------------------------------------------------ | ---------------- | ---------------- | ---------------- | ---------------- | ---------------- | ---------------- | --------------------------------------- | -------------------------------------------------- |
| Ti conosco mascherina | - Выпущен: 12 октября 1990 - Лейбл: PDU - Формат: LP, CD, кассета  | 3                | —                | 48               | —                | —                | ×                |                                         |                                                    |
| Caterpillar | - Выпущен: 18 октября 1991 - Лейбл: PDU - Формат: LP, CD, кассета  | 4                | —                | 52               | —                | —                | ×                |                                         |                                                    |
| Sorelle Lumière | - Выпущен: 24 октября 1992 - Лейбл: PDU - Формат: LP, CD, кассета  | 4                | —                | 60               | —                | —                | ×                |                                         |                                                    |
| Mina canta i Beatles | - Выпущен: 11 июня 1993 - Лейбл: PDU - Формат: LP, CD, кассета     | 3                | —                | 42               | —                | —                | ×                |                                         |                                                    |
| Lochness | - Выпущен: 29 октября 1993 - Лейбл: PDU - Формат: LP, CD, кассета  | 1                | —                | 29               | —                | —                | ×                |                                         |                                                    |
| Canarino mannaro | - Выпущен: 21 октября 1994 - Лейбл: PDU - Формат: LP, CD, кассета  | 1                | —                | 30               | —                | —                | ×                | - Италия: 260 000                       |                                                    |
| Pappa di latte | - Выпущен: 20 октября 1995 - Лейбл: PDU - Формат: CD, кассета, LP  | 4                | —                | 32               | —                | —                | ×                |                                         |                                                    |
| Cremona | - Выпущен: 18 сентября 1996 - Лейбл: PDU - Формат: CD, кассета, LP | 2                | —                | 25               | —                | —                | ×                | - Италия: 500 000                       |                                                    |
| Napoli | - Выпущен: 28 ноября 1996 - Лейбл: PDU - Формат: CD, кассета, LP   | 4                | —                | 29               | —                | —                | ×                |                                         |                                                    |
| Leggera | - Выпущен: 17 октября 1997 - Лейбл: PDU - Формат: CD, кассета, LP  | 1                | —                | 28               | —                | —                | ×                |                                         |                                                    |
| Mina Celentano (совместно с Адриано Челентано)                                                                                 | - Выпущен: 14 мая 1998 - Лейбл: PDU - Формат: CD, кассета, LP      | 1                | —                | 26               | —                | 39               | ×                | - Италия: 2 000 000 - Европа: 1 000 000 | - FIMI: 2x Бриллиантовый - IFPI Europe: Платиновый |
| Olio | - Выпущен: 15 апреля 1999 - Лейбл: PDU - Формат: CD, кассета, LP   | 1                | —                | 26               | —                | —                | ×                | - Италия: 200 000                       | - FIMI: 2x Платиновый                              |
| Mina Nº 0 | - Выпущен: 12 ноября 1999 - Лейбл: PDU - Формат: CD, кассета       | 2                | —                | 36               | —                | —                | ×                |                                         |                                                    |
| Символ «—» означает, что сингл не попал в чарт или не выпускался в данной стране; символ «×» означает, что чарт был неактивен. |                                                                    |                  |                  |                  |                  |                  |                  |                                         |                                                    |

### 2000-е годы
| Название | Детали                                                                  | Позиции в чартах | Позиции в чартах | Позиции в чартах | Позиции в чартах | Позиции в чартах | Позиции в чартах | Продажи           | Сертификации          |
| Название | Детали                                                                  | ИТА              | ГРЕ              | ЕС               | ИСП              | ШВА              | ШВА РОМ          | Продажи           | Сертификации          |
| --- | ----------------------------------------------------------------------- | ---------------- | ---------------- | ---------------- | ---------------- | ---------------- | ---------------- | ----------------- | --------------------- |
| Dalla terra | - Выпущен: 6 октября 2000 - Лейбл: PDU - Формат: CD, кассета            | 3                | —                | 33               | —                | —                | ×                | - Италия: 200 000 |                       |
| Sconcerto | - Выпущен: 19 апреля 2001 - Лейбл: PDU - Формат: CD, кассета            | 2                | —                | 34               | —                | —                | ×                | - Италия: 200 000 |                       |
| Veleno | - Выпущен: 25 октября 2002 - Лейбл: PDU - Формат: CD, кассета           | 2                | —                | 47               | —                | —                | ×                |                   | - FIMI: 2x Платиновый |
| Napoli secondo estratto | - Выпущен: ноябрь 2003 - Лейбл: PDU - Формат: CD, кассета               | 8                | —                | ×                | —                | —                | ×                |                   |                       |
| Bula Bula | - Выпущен: 13 января 2005 - Лейбл: PDU - Формат: CD, кассета            | 1                | —                | ×                | —                | 95               | ×                | - Италия: 130 000 |                       |
| L’allieva | - Выпущен: 11 ноября 2005 - Лейбл: PDU - Формат: CD, LP                 | 4                | —                | ×                | —                | —                | ×                | - Италия: 130 000 |                       |
| Bau | - Выпущен: 24 ноября 2006 - Лейбл: PDU - Формат: CD                     | 5                | 42               | ×                | —                | —                | ×                |                   | - FIMI: 2x Платиновый |
| Todavía | - Выпущен: 21 сентября 2007 - Лейбл: PDU - Формат: CD                   | 1                | —                | ×                | 36               | —                | ×                |                   | - FIMI: Платиновый    |
| Sulla tua bocca lo dirò | - Выпущен: 20 февраля 2009 - Лейбл: PDU - Формат: CD, цифровая загрузка | 2                | —                | ×                | —                | —                | ×                |                   | - FIMI: Золотой       |
| Facile | - Выпущен: 30 октября 2009 - Лейбл: PDU - Формат: CD, цифровая загрузка | 5                | —                | ×                | —                | —                | ×                |                   | - FIMI: Золотой       |
| Символ «—» означает, что сингл не попал в чарт или не выпускался в данной стране; символ «×» означает, что чарт был неактивен. |                                                                         |                  |                  |                  |                  |                  |                  |                   |                       |

### 2010-е годы
| Название | Детали                                                                     | Позиции в чартах | Позиции в чартах | Позиции в чартах | Позиции в чартах | Позиции в чартах | Позиции в чартах | Продажи           | Сертификации          |
| Название | Детали                                                                     | ИТА              | ГРЕ              | ЕС               | ИСП              | ШВА              | ШВА РОМ          | Продажи           | Сертификации          |
| --- | -------------------------------------------------------------------------- | ---------------- | ---------------- | ---------------- | ---------------- | ---------------- | ---------------- | ----------------- | --------------------- |
| Caramella | - Выпущен: 25 мая 2010 - Лейбл: PDU - Формат: CD, цифровая загрузка        | 3                | 6                | ×                | —                | —                | —                |                   | - FIMI: Золотой       |
| Piccolino | - Выпущен: 22 ноября 2011 - Лейбл: PDU - Формат: CD, LP, цифровая загрузка | 6                | —                | ×                | —                | —                | —                |                   | - FIMI: Золотой       |
| 12 (American Song Book) | - Выпущен: 4 декабря 2012 - Лейбл: PDU - Формат: CD, LP, цифровая загрузка | 6                | 42               | ×                | —                | —                | —                |                   | - FIMI: Золотой       |
| Christmas Song Book | - Выпущен: 19 ноября 2013 - Лейбл: PDU - Формат: CD, LP, цифровая загрузка | 6                | —                | ×                | —                | —                | —                |                   | - FIMI: Золотой       |
| Selfie | - Выпущен: 10 июня 2014 - Лейбл: PDU - Формат: CD, LP, цифровая загрузка   | 5                | —                | ×                | —                | —                | —                |                   |                       |
| Le migliori (совместно с Адриано Челентано)                                                                                    | - Выпущен: 11 ноября 2016 - Лейбл: PDU - Формат: CD, LP, цифровая загрузка | 1                | —                | ×                | —                | 23               | 49               | - Италия: 350 000 | - FIMI: 7x Платиновый |
| Maeba | - Выпущен: 28 марта 2018 - Лейбл: PDU - Формат: CD, LP, цифровая загрузка  | 1                | —                | ×                | —                | 35               | —                | - Италия: 25 000  | - FIMI: Золотой       |
| Mina Fossati (совместно с Ивано Фоссати)                                                                                       | - Выпущен: 22 ноября 2019 - Лейбл: PDU - Формат: CD, LP, цифровая загрузка | 2                | —                | ×                | —                | 26               | —                | - Италия: 50 000  | - FIMI: Платиновый    |
| Символ «—» означает, что сингл не попал в чарт или не выпускался в данной стране; символ «×» означает, что чарт был неактивен. |                                                                            |                  |                  |                  |                  |                  |                  |                   |                       |

## Концертные альбомы
| Название | Детали                                                     | Позиции в чартах | Позиции в чартах | Позиции в чартах | Позиции в чартах | Позиции в чартах | Позиции в чартах | Продажи | Сертификации |
| Название | Детали                                                     | ИТА              | ГРЕ              | ЕС               | ИСП              | ШВА              | ШВА РОМ          | Продажи | Сертификации |
| --- | ---------------------------------------------------------- | ---------------- | ---------------- | ---------------- | ---------------- | ---------------- | ---------------- | ------- | ------------ |
| Mina alla Bussola dal vivo | - Выпущен: май 1968 - Лейбл: PDU - Формат: LP              | —                | ×                | ×                | —                | ×                | ×                |         |              |
| Dalla Bussola | - Выпущен: ноябрь 1972 - Лейбл: PDU - Формат: LP           | 2                | ×                | ×                | —                | ×                | ×                |         |              |
| Mina Live ’78 | - Выпущен: октябрь 1978 - Лейбл: PDU - Формат: LP, кассета | 4                | ×                | ×                | —                | ×                | ×                |         |              |
| Символ «—» означает, что сингл не попал в чарт или не выпускался в данной стране; символ «×» означает, что чарт был неактивен. |                                                            |                  |                  |                  |                  |                  |                  |         |              |

## Сборники

### 1960-е годы
| Название | Детали                                                     | Позиции в чартах | Позиции в чартах | Позиции в чартах | Позиции в чартах | Позиции в чартах | Позиции в чартах | Продажи | Сертификации |
| Название | Детали                                                     | ИТА              | ГРЕ              | ЕС               | ИСП              | ШВА              | ШВА РОМ          | Продажи | Сертификации |
| --- | ---------------------------------------------------------- | ---------------- | ---------------- | ---------------- | ---------------- | ---------------- | ---------------- | ------- | ------------ |
| 20 successi di Mina | - Выпущен: 11 апреля 1964 - Лейбл: Italdisc - Формат: LP   | —                | ×                | ×                | —                | ×                | ×                |         |              |
| Mina Nº 7 | - Выпущен: 5 октября 1964 - Лейбл: Italdisc - Формат: LP   | —                | ×                | ×                | —                | ×                | ×                |         |              |
| Mina interpretata da Mina | - Выпущен: 16 июля 1965 - Лейбл: Italdisc - Формат: LP     | —                | ×                | ×                | —                | ×                | ×                |         |              |
| Un’ora con loro (совместно с Джорджо Габером)                                                                                  | - Выпущен: октябрь 1965 - Лейбл: Ri-Fi - Формат: LP        | —                | ×                | ×                | —                | ×                | ×                |         |              |
| Mina canta Napoli | - Выпущен: январь 1966 - Лейбл: Italdisc - Формат: LP      | —                | ×                | ×                | —                | ×                | ×                |         |              |
| 4 anni di successi | - Выпущен: ноябрь 1967 - Лейбл: Ri-Fi - Формат: LP         | —                | ×                | ×                | —                | ×                | ×                |         |              |
| Appuntamento con Mina | - Выпущен: 1968 - Лейбл: PDU - Формат: LP, кассета         | —                | ×                | ×                | —                | ×                | ×                |         |              |
| Stasera…Mina | - Выпущен: 1968 - Лейбл: PDU - Формат: 8-Trk, кассета      | —                | ×                | ×                | —                | ×                | ×                |         |              |
| Mina d’estate | - Выпущен: июнь 1969 - Лейбл: PDU - Формат: 8-Trk, кассета | —                | ×                | ×                | —                | ×                | ×                |         |              |
| Incontro con Mina | - Выпущен: июль 1969 - Лейбл: PDU - Формат: LP             | —                | ×                | ×                | —                | ×                | ×                |         |              |
| Mina con voi | - Выпущен: сентябрь 1969 - Лейбл: PDU - Формат: LP         | —                | ×                | ×                | —                | ×                | ×                |         |              |
| Mina per voi | - Выпущен: 1969 - Лейбл: PDU - Формат: LP                  | —                | ×                | ×                | —                | ×                | ×                |         |              |
| Символ «—» означает, что сингл не попал в чарт или не выпускался в данной стране; символ «×» означает, что чарт был неактивен. |                                                            |                  |                  |                  |                  |                  |                  |         |              |

### 1970-е годы
| Название | Детали                                                         | Позиции в чартах | Позиции в чартах | Позиции в чартах | Позиции в чартах | Позиции в чартах | Позиции в чартах | Продажи | Сертификации |
| Название | Детали                                                         | ИТА              | ГРЕ              | ЕС               | ИСП              | ШВА              | ШВА РОМ          | Продажи | Сертификации |
| --- | -------------------------------------------------------------- | ---------------- | ---------------- | ---------------- | ---------------- | ---------------- | ---------------- | ------- | ------------ |
| Del mio meglio n. 1 | - Выпущен: апрель 1971 - Лейбл: PDU - Формат: LP, кассета      | 1                | ×                | ×                | —                | ×                | ×                |         |              |
| Del mio meglio n. 2 | - Выпущен: апрель 1973 - Лейбл: PDU - Формат: LP, кассета      | 4                | ×                | ×                | —                | ×                | ×                |         |              |
| Evergreens | - Выпущен: май 1974 - Лейбл: PDU - Формат: касета              | —                | ×                | ×                | —                | ×                | ×                |         |              |
| Del mio meglio n. 3 | - Выпущен: март 1975 - Лейбл: PDU - Формат: LP, 8-Trk, кассета | 4                | ×                | ×                | —                | ×                | ×                |         |              |
| Del mio meglio n. 4 | - Выпущен: март 1976 - Лейбл: PDU - Формат: LP, 8-Trk, кассета | —                | ×                | ×                | —                | ×                | ×                |         |              |
| Di tanto in tanto | - Выпущен: 1978 - Лейбл: PDU - Формат: 8-Trk                   | —                | ×                | ×                | —                | ×                | ×                |         |              |
| Del mio meglio n. 5 | - Выпущен: май 1979 - Лейбл: PDU - Формат: LP, кассета         | —                | ×                | ×                | —                | ×                | ×                |         |              |
| Символ «—» означает, что сингл не попал в чарт или не выпускался в данной стране; символ «×» означает, что чарт был неактивен. |                                                                |                  |                  |                  |                  |                  |                  |         |              |

### 1980-е годы
| Название | Детали                                                  | Позиции в чартах | Позиции в чартах | Позиции в чартах | Позиции в чартах | Позиции в чартах | Позиции в чартах | Продажи | Сертификации |
| Название | Детали                                                  | ИТА              | ГРЕ              | ЕС               | ИСП              | ШВА              | ШВА РОМ          | Продажи | Сертификации |
| --- | ------------------------------------------------------- | ---------------- | ---------------- | ---------------- | ---------------- | ---------------- | ---------------- | ------- | ------------ |
| Del mio meglio n. 6 — Live | - Выпущен: июнь 1981 - Лейбл: PDU - Формат: LP, кассета | —                | ×                | ×                | —                | ×                | ×                |         |              |
| Del mio meglio n. 7 | - Выпущен: апрель 1983 - Лейбл: PDU - Формат: LP, CD    | —                | ×                | ×                | —                | —                | ×                |         |              |
| Del mio meglio n. 8 | - Выпущен: май 1985 - Лейбл: PDU - Формат: LP, CD       | —                | ×                | —                | —                | —                | ×                |         |              |
| Del mio meglio n. 9 | - Выпущен: май 1987 - Лейбл: PDU - Формат: LP, CD       | —                | ×                | —                | —                | —                | ×                |         |              |
| Oggi ti amo di più | - Выпущен: февраль 1988 - Лейбл: PDU - Формат: CD, LP   | 1                | ×                | —                | —                | —                | ×                |         |              |
| Символ «—» означает, что сингл не попал в чарт или не выпускался в данной стране; символ «×» означает, что чарт был неактивен. |                                                         |                  |                  |                  |                  |                  |                  |         |              |

### 1990-е годы
| Название | Детали                                                    | Позиции в чартах | Позиции в чартах | Позиции в чартах | Позиции в чартах | Позиции в чартах | Позиции в чартах | Продажи | Сертификации |
| Название | Детали                                                    | ИТА              | ГРЕ              | ЕС               | ИСП              | ШВА              | ШВА РОМ          | Продажи | Сертификации |
| --- | --------------------------------------------------------- | ---------------- | ---------------- | ---------------- | ---------------- | ---------------- | ---------------- | ------- | ------------ |
| Mazzini canta Battisti | - Выпущен: 13 мая 1994 - Лейбл: PDU - Формат: CD          | 5                | —                | 64               | —                | —                | ×                |         |              |
| Canzoni d’autore | - Выпущен: 21 июня 1996 - Лейбл: PDU - Формат: CD         | 5                | —                | 46               | —                | —                | ×                |         |              |
| Minantologia | - Выпущен: 20 июня 1997 - Лейбл: PDU - Формат: CD         | 10               | —                | 72               | —                | —                | ×                |         |              |
| Mina Gold | - Выпущен: 1998 - Лейбл: Carosello - Формат: CD           | —                | —                | —                | —                | —                | ×                |         |              |
| Mina Sanremo | - Выпущен: 1998 - Лейбл: PDU - Формат: LP                 | 24               | —                | —                | —                | —                | ×                |         |              |
| Nostalgias | - Выпущен: 1998 - Лейбл: RTI Music - Формат: CD           | —                | —                | —                | —                | —                | ×                |         |              |
| Mina Studio Collection | - Выпущен: 25 ноября 1998 - Лейбл: PDU / EMI - Формат: CD | 8                | —                | —                | —                | —                | ×                |         |              |
| Mina Gold 2 | - Выпущен: 1999 - Лейбл: MBO - Формат: CD                 | 38               | —                | —                | —                | —                | ×                |         |              |
| Символ «—» означает, что сингл не попал в чарт или не выпускался в данной стране; символ «×» означает, что чарт был неактивен. |                                                           |                  |                  |                  |                  |                  |                  |         |              |

### 2000-е годы
| Название | Детали                                                    | Позиции в чартах | Позиции в чартах | Позиции в чартах | Позиции в чартах | Позиции в чартах | Позиции в чартах | Продажи           | Сертификации       |
| Название | Детали                                                    | ИТА              | ГРЕ              | ЕС               | ИСП              | ШВА              | ШВА РОМ          | Продажи           | Сертификации       |
| --- | --------------------------------------------------------- | ---------------- | ---------------- | ---------------- | ---------------- | ---------------- | ---------------- | ----------------- | ------------------ |
| Love Collection | - Выпущен: 2000 - Лейбл: EMI - Формат: CD                 | 16               | —                | —                | —                | —                | ×                |                   |                    |
| Le canzoni d’amore | - Выпущен: 2000 - Лейбл: Ricordi - Формат: CD             | 29               | —                | —                | —                | —                | ×                |                   |                    |
| Colección latina | - Выпущен: март 2001 - Лейбл: EMI - Формат: CD            | 20               | —                | —                | —                | —                | ×                |                   |                    |
| In duo | - Выпущен: 2003 - Лейбл: EMI - Формат: LP                 | 6                | —                | —                | —                | —                | ×                |                   |                    |
| Napoli primo, secondo e terzo estratto                                                                                         | - Выпущен: 2003 - Лейбл: PDU - Формат: CD                 | —                | —                | —                | —                | —                | ×                |                   |                    |
| The Platinum Collection | - Выпущен: февраль 2004 - Лейбл: PDU - Формат: LP         | 1                | —                | ×                | —                | —                | ×                | - Италия: 600 000 | - FIMI: Платиновый |
| Una Mina d’amore | - Выпущен: 2004 - Лейбл: Carosello - Формат: CD           | —                | —                | ×                | —                | —                | ×                |                   |                    |
| The Platinum Collection 2 | - Выпущен: 2006 - Лейбл: PDU - Формат: CD                 | 8                | —                | ×                | —                | —                | ×                |                   |                    |
| Ti amo… | - Выпущен: 16 июня 2006 - Лейбл: PDU - Формат: CD         | 29               | —                | ×                | —                | —                | ×                |                   |                    |
| Tutto Mina — Le origini | - Выпущен: 2006 - Лейбл: Warner Music Italia - Формат: CD | 29               | —                | ×                | —                | —                | ×                |                   |                    |
| Love Box | - Выпущен: 2007 - Лейбл: EMI - Формат: CD                 | 44               | —                | ×                | —                | —                | ×                |                   |                    |
| Mina сanta Sinatra | - Выпущен: 2007 - Лейбл: Steamroller - Формат: CD         | 85               | —                | ×                | —                | —                | ×                |                   |                    |
| The Best of Platinum Collection                                                                                                | - Выпущен: 15 октября 2007 - Лейбл: EMI - Формат: CD      | 38               | —                | ×                | —                | —                | ×                |                   | - FIMI: Золотой    |
| Straniera | - Выпущен: 12 июня 2009 - Лейбл: GSU - Формат: CD         | 80               | —                | ×                | —                | —                | ×                |                   |                    |
| Con archi | - Выпущен: 12 июня 2009 - Лейбл: GSU - Формат: CD         | 78               | —                | ×                | —                | —                | ×                |                   |                    |
| Cover | - Выпущен: 12 июня 2009 - Лейбл: GSU - Формат: CD         | 82               | —                | ×                | —                | —                | ×                |                   |                    |
| La calma | - Выпущен: 12 июня 2009 - Лейбл: GSU - Формат: CD         | 81               | —                | ×                | —                | —                | ×                |                   |                    |
| Per quando ti amo | - Выпущен: 12 июня 2009 - Лейбл: GSU - Формат: CD         | 87               | —                | ×                | —                | —                | ×                |                   |                    |
| Символ «—» означает, что сингл не попал в чарт или не выпускался в данной стране; символ «×» означает, что чарт был неактивен. |                                                           |                  |                  |                  |                  |                  |                  |                   |                    |

### 2010-е годы
| Название | Детали                                                                                 | Позиции в чартах | Позиции в чартах | Позиции в чартах | Позиции в чартах | Позиции в чартах | Позиции в чартах | Продажи | Сертификации       |
| Название | Детали                                                                                 | ИТА              | ГРЕ              | ЕС               | ИСП              | ШВА              | ШВА РОМ          | Продажи | Сертификации       |
| --- | -------------------------------------------------------------------------------------- | ---------------- | ---------------- | ---------------- | ---------------- | ---------------- | ---------------- | ------- | ------------------ |
| Je suis Mina | - Выпущен: 22 марта 2011 - Лейбл: EMI - Формат: CD, цифровая загрузка                  | 48               | —                | ×                | —                | —                | —                |         |                    |
| I Am Mina | - Выпущен: 22 марта 2011 - Лейбл: EMI - Формат: CD, цифровая загрузка                  | 57               | —                | ×                | —                | —                | —                |         |                    |
| Yo soy Mina | - Выпущен: 22 марта 2011 - Лейбл: EMI - Формат: CD, цифровая загрузка                  | 55               | —                | ×                | 99               | —                | —                |         |                    |
| Scritte per Mina — Firmato: Paolo Limiti                                                                                       | - Выпущен: 4 июня 2013 - Лейбл: EMI - Формат: CD, цифровая загрузка                    | 17               | —                | ×                | —                | —                | —                |         |                    |
| I miei preferiti — Gli anni RAI                                                                                                | - Выпущен: 7 мая 2014 - Лейбл: GSU - Формат: CD                                        | 17               | —                | ×                | —                | —                | —                |         |                    |
| Gli originali | - Выпущен: 9 декабря 2014 - Лейбл: PDU - Формат: CD                                    | —                | —                | ×                | —                | —                | —                |         |                    |
| The Collection 3.0 | - Выпущен: 31 марта 2015 - Лейбл: PDU - Формат: CD, цифровая загрузка                  | 18               | —                | ×                | —                | —                | —                |         | - FIMI: Золотой    |
| Tutte le migliori (совместно с Адриано Челентано)                                                                              | - Выпущен: 1 декабря 2017 - Лейбл: PDU, Clan Celentano - Формат: CD, цифровая загрузка | 3                | —                | ×                | —                | 53               | —                |         |                    |
| Paradiso (Lucio Battisti Songbook)                                                                                             | - Выпущен: 30 ноября 2018 - Лейбл: PDU - Формат: CD, LP, цифровая загрузка             | 2                | —                | ×                | —                | —                | —                |         | - FIMI: Платиновый |
| Символ «—» означает, что сингл не попал в чарт или не выпускался в данной стране; символ «×» означает, что чарт был неактивен. |                                                                                        |                  |                  |                  |                  |                  |                  |         |                    |

### 2020-е годы
| Название | Детали                                                                                                 | Позиции в чартах | Позиции в чартах | Позиции в чартах | Позиции в чартах | Позиции в чартах | Позиции в чартах | Продажи | Сертификации |
| Название | Детали                                                                                                 | ИТА              | ГРЕ              | ЕС               | ИСП              | ШВА              | ШВА РОМ          | Продажи | Сертификации |
| --- | --- | ---------------- | ---------------- | ---------------- | ---------------- | ---------------- | ---------------- | ------- | ------------ |
| Orione (Italian Songbook) | - Выпущен: 27 ноября 2020 - Лейбл: PDU, Warner Music Italy - Формат: CD, LP, цифровая загрузка         | 4                | —                | ×                | —                | —                | —                |         |              |
| Cassiopea (Italian Songbook)                                                                                                   | - Выпущен: 27 ноября 2020 - Лейбл: PDU, Sony Music - Формат: CD, LP, цифровая загрузка                 | 3                | —                | ×                | —                | 78               | —                |         |              |
| MinaCelentano — The Complete Recordings (совместно с Адриано Челентано)                                                        | - Выпущен: 26 ноября 2021 - Лейбл: Clan Celentano, PDU, Sony Music - Формат: CD, LP, цифровая загрузка | 10               | —                | ×                | —                | —                | —                |         |              |
| Encadenados | - Выпущен: 21 октября 2022 - Лейбл: PDU - Формат: LP, магнитная лента                                  | —                | —                | ×                | —                | —                | —                |         |              |
| Mina in Studio 2001—2021 | - Выпущен: 21 октября 2022 - Лейбл: PDU - Формат: LP, магнитная лента                                  | —                | —                | ×                | —                | —                | —                |         |              |
| Dilettevoli eccedenze | - Выпущен: 4 ноября 2022 - Лейбл: PDU - Формат: LP, магнитная лента                                    | —                | —                | ×                | —                | —                | —                |         |              |
| The Beatles Songbook | - Выпущен: 18 ноября 2022 - Лейбл: Warner Music Italy - Формат: CD, LP, цифровая загрузка              | 9                | —                | ×                | —                | —                | —                |         |              |
| Символ «—» означает, что сингл не попал в чарт или не выпускался в данной стране; символ «×» означает, что чарт был неактивен. | |                  |                  |                  |                  |                  |                  |         |              |

### Прочие сборники
- 1983 — L’album di Mina
- 1986 — Mina Export Vol. 1
- 1986 — Mina Export Vol. 2
- 1986 — Mina Ornella[* 8]
- 1987 — Tua… Mina
- 1987 — L’oro di Mina
- 1987 — Hit Parade Vol. 1 1964-65
- 1987 — Hit Parade Vol. 2 1966-67
- 1987 — Una Mina fa
- 1988 — Mina Americana
- 1988 — L’immensità
- 1989 — Mina rarità
- 1989 — E adesso sono tua…
- 1990 — Speciale Mina
- 1990 — Italian compilation
- 1990 — Brava!
- 1990 — Personale di Mina
- 1990 — 15 Grandi successi di Mina
- 1991 — Mina Brava
- 1991 — Mina il cielo in una stanza
- 1991 — Summertime
- 1992 — España, mi amor…
- 1993 — Mina …Di baci
- 1993 — Signori… Mina! vol. 1
- 1993 — Signori… Mina! vol. 2
- 1993 — Signori… Mina! vol. 3
- 1993 — Signori… Mina! vol. 4
- 1995 — Mina canta in inglese
- 1995 — Mina canta in spagnolo
- 1995 — SuperMina Vol. 1
- 1996 — Mina & Battisti
- 1996 — Le canzoni d’amore degli anni 60
- 1996 — Heisser Sand
- 1996 — Un anno d’amore
- 1996 — Le Canzonissime Vol. 1
- 1996 — Le Canzonissime Vol. 2
- 1997 — Brava Mina[* 9]
- 1997 — Fantastica…
- 1997 — La Mina del Sabato Sera
- 1997 — I duetti di Teatro 10
- 1997 — Extra Mina Vol. 1
- 1997 — Extra Mina Vol. 2
- 1997 — Mina Madrid
- 1997 — Mina studio 1
- 1997 — Il cielo in una stanza
- 1998 — Internazionale
- 1998 — Mina latina
- 1999 — Brava Mina 2
- 1999 — Mina latina due
- 1999 — Notre étoile
- 2000 — Mina in the world
- 2000 — Sanremo
- 2000 — Le canzoni d’amore[* 10]
- 2002 — Una storia. Il mito[* 11]
- 2002 — Mina per Wind 2º volume
- 2002 — …Se tornasse caso mai
- 2005 — Le più belle canzoni di Mina
- 2006 — Del mio meglio n. 10 — Live
- 2006 — Tutto Mina. Le origini[* 12]
- 2007 — Magica/Straordinaria
- 2007 — Fantastica / La mia storia
- 2007 — Love Box
- 2007 — Mina canta Sinatra
- 2007 — The Best of Platinum Collection
- 2007 — Grande grande grande
- 2009 — Città vuota
- 2010 — I successi di Mina
- 2010 — Italian Style presenta Mina
- 2010 — Ritratto: I singoli Vol. 1
- 2010 — Ritratto: I singoli Vol. 2
- 2010 — Io Baby Gate
- 2010 — The Essential: Ri-Fi Record
- 2010 — Mina Studio Uno
- 2011 — Mina — Le origini
- 2011 — I primi successi
- 2011 — Tintarella di luna
- 2011 — Mina… e le altre
- 2012 — Se telefonando
- 2012 — E se domani
- 2012 — Brava
- 2012 — Mina canta Battisti
- 2013 — Scritte per Mina. Firmato Paolo Limiti

## Видеоальбомы
| Название | Детали                                                       | Позиции в чартах | Продажи           |
| Название | Детали                                                       | ИТА              | Продажи           |
| --- | ------------------------------------------------------------ | ---------------- | ----------------- |
| Mina In Studio | - Выпущен: 2001 - Лейбл: GSU S.A. - Формат: DVD, VHS         | ×                |                   |
| Mina Alla Bussola Live 72 | - Выпущен: 2003 - Лейбл: Copia D’Autore S.r.l - Формат: DVD  | —                |                   |
| Mina nei caroselli Barilla | - Выпущен: 2003 - Лейбл: Copia D’Autore S.r.l. - Формат: DVD | —                |                   |
| Mina gli anni Rai | - Выпущен: 2008 - Лейбл: PDU - Формат: DVD (Box Set)         | —                | - Италия: 500 000 |
| InDVDbile | - Выпущен: 2013 - Лейбл: GSU - Формат: DVD                   | —                |                   |
| I miei preferiti — Gli anni RAI                                                                                                | - Выпущен: 7 мая 2014 - Лейбл: GSU - Формат: DVD             | 17               |                   |
| Символ «—» означает, что сингл не попал в чарт или не выпускался в данной стране; символ «×» означает, что чарт был неактивен. |                                                              |                  |                   |

## Мини-альбомы
| Название                | Детали                                                                 |
| ----------------------- | ---------------------------------------------------------------------- |
| Sanremo 1959            | - Выпущен: 1959 - Лейбл: Italdisc - Формат: LP                         |
| Baby Gate               | - Выпущен: 1959 - Лейбл: Italdisc - Формат: LP                         |
| Tintarella di luna      | - Выпущен: 1959 - Лейбл: Italdisc - Формат: LP                         |
| Al Festival di Sanremo  | - Выпущен: 1960 - Лейбл: Italdisc - Формат: LP                         |
| Folle banderuola        | - Выпущен: 1960 - Лейбл: Italdisc - Формат: LP                         |
| Mina                    | - Выпущен: 1960 - Лейбл: Italdisc - Формат: LP                         |
| Una zebra a pois        | - Выпущен: 1960 - Лейбл: Italdisc - Формат: LP                         |
| Mina canta Napoli       | - Выпущен: 1960 - Лейбл: Italdisc - Формат: LP                         |
| Il cielo in una stanza  | - Выпущен: 1960 - Лейбл: Italdisc - Формат: LP                         |
| 11° Festival di Sanremo | - Выпущен: 1961 - Лейбл: Italdisc - Формат: LP                         |
| Cappuccetto rosso       | - Выпущен: октябрь 1964 - Лейбл: Ri-Fi - Формат: LP                    |
| Mina                    | - Выпущен: 1968 - Лейбл: PDU - Формат: LP                              |
| Mina per Wind           | - Выпущен: 2000 - Лейбл: PDU - Формат: CD                              |
| Mina per Wind 2º volume | - Выпущен: 2002 - Лейбл: PDU - Формат: CD                              |
| Piccola strenna         | - Выпущен: 30 ноября 2010 - Лейбл: PDU - Формат: CD, цифровая загрузка |

### Комментарии
1. ↑  Изначально распространялся с концертным альбомом Dalla Bussola, в хит-парад двойной альбом попал под названием 1+1; по отдельности альбомы в 70-е годы в хит-парад не попадали[6].
2. ↑  Изначально альбомы Frutta e verdura и Amanti di valore распространялись вместе, как двойной альбом они заняли первое место в хит-параде; позже состоялся релиз пластинок по отдельности, в одиночку Frutta e verdura достиг второго места, а Amanti di valore — третьего[6].
3. ↑  Изначально альбомы Mina® и Baby Gate распространялись вместе, как двойной альбом они заняли второе место в хит-параде; позже состоялся релиз пластинок по отдельности, однако ни одна пластинка сольно в хит-парад не попала[6].
4. ↑  Изначально альбомы Minacantalucio и La Mina распространялись вместе, как двойной альбом они заняли третье место в хит-параде; позже состоялся релиз пластинок по отдельности, в одиночку Minacantalucio также достиг третьего места, а La Mina — пятого[6].
5. ↑  Изначально альбомы Singolare и La Mina распространялись вместе, как двойной альбом они заняли первое место в хит-параде; позже состоялся релиз пластинок по отдельности, в одиночку Singolare достиг четвёртого места, а Plurale — двенадцатого[6].
6. ↑  Изначально альбомы Mina con bignè и Mina quasi Jannacci распространялись вместе, как двойной альбом они заняли четвёртое место в хит-параде; позже состоялся релиз пластинок по отдельности, в одиночку Mina con bignè достиг седьмого места[6].
7. ↑  Изначально распространялся со студийным альбомом Altro, в хит-парад двойной альбом попал под названием 1+1; по отдельности альбомы в 70-е годы в хит-парад не попадали, однако в 2012 году вышло переиздание Dalla Bussola и он смог попасть в хит-парад Италии на 11 место[6].
8. ↑  Mina Ornella занял 21-е место в альбомном в хит-параде Италии[6].
9. ↑  Brava Mina занял 17-е место в альбомном в хит-параде Италии[6].
10. ↑  Le canzoni d’amore занял 29-е место в альбомном в хит-параде Италии[6].
11. ↑  Una storia. Il mito занял 41-е место в альбомном в хит-параде Италии[6].
12. ↑  Tutto Mina. Le origini занял 36-е место в альбомном в хит-параде Италии[6].